# Aditi Rao Hydari
Aditi Rao Hydari (en hindi: अदिति राव हैदरी, en telugu: అదితిరావు హైదరీ, en tàmil: அதிதி ராவ் ஹைதாரி, i en malaiàlam: അദിതി റാവു ഹൈദരി; Hyderabad, Telangana, 28 d'octubre de 1978) és una actriu, ballarina i cantant índia.
L'artista que ha actuat a pel·lícules en diverses llengües de l'Índia es va revelar amb el film tàmil Sringaram el 2007. Conegué la fama després arran de la seva interpretació al thriller romàntic de 2011 Yeh Saali Zindagi de Sudhir Mishra, un rol que li féu obtenir el premi Screen Award a la categoria de millor actriu de repartiment.
Més endavant, va participar en diverses pel·lícules d'èxit del cinema hindi com ara el musical Rockstar (2011), la pel·lícula de terror Murder 3 (2013), la comèdia d’acció Boss (2013) i el thriller Wazir (2016).
És filla de la cantant i escriptora Vidya Rao i cosina de la productora Kiran Rao.

## Filmografia
| Films que encara no han sortit | Films que encara no han sortit |

| Any  | Film                         | Rol                         | Llengua      | Notes                                                                                                | Ref(s)        |
| ---- | ---------------------------- | --------------------------- | ------------ | --- | ------------- |
| 2006 | Prajapathi                   | Savithri                    | Malaiàlam    | | [ 1 ]         |
| 2007 | Sringaram                    | Madhura/Varshini            | tàmil        | |               |
| 2009 | Delhi 6                      | Rama                        | hindi        | |               |
| 2010 | Dhobi Ghat                   | Invitada a la galeria d'art | hindi        | |               |
| 2011 | Yeh Saali Zindagi            | Shanti                      | hindi        | Screen Award for Best Supporting Actress                                                             | [ 2 ]         |
| 2011 | Rockstar                     | Sheena                      | hindi        | Nominated—Producers Guild Film Award for Best Actress in a Supporting Role                           |               |
| 2012 | London, Paris, New York      | Lalitha Krishnan            | hindi        | |               |
| 2013 | Murder 3                     | Roshni                      | hindi        | |               |
| 2013 | Boss                         | Ankita Thakur               | hindi        | |               |
| 2014 | Khoobsurat                   | Kiara                       | hindi        | Cameo appearance                                                                                     |               |
| 2014 | Rama Madhav                  | Ella mateixa                | marathi      | Special appearance in the song "Loot Liyo Mohe Shyam"                                                | [ 3 ]         |
| 2015 | Guddu Rangeela               | Baby                        | hindi        | |               |
| 2016 | Wazir                        | Ruhana Ali                  | hindi        | |               |
| 2016 | Fitoor                       | Begum Hazrat                | hindi        | |               |
| 2016 | The Legend of Michael Mishra | Varshali Shukla             | hindi        | |               |
| 2017 | Kaatru Veliyidai             | Leela Abraham               | tàmil        | SIIMA Award for Best Debut Tamil Actress Asiavision Award for Best Tamil Actress                     | [ 4 ]         |
| 2017 | Bhoomi                       | Bhoomi Sachdeva             | hindi        | |               |
| 2018 | Padmaavat                    | Mehrunisa                   | hindi        | IIFA Award for Best Supporting Actor (Female)                                                        |               |
| 2018 | Daas Dev                     | Chandni                     | hindi        | |               |
| 2018 | Sammohanam                   | Sameera                     | telugu       | Nominada — Filmfare Award for Best Actress – Telugu Nominada — SIIMA Award for Best Actress (Telugu) |               |
| 2018 | Chekka Chivantha Vaanam      | Parvathi                    | tàmil        | | [ 6 ]         |
| 2018 | Antariksham 9000 KMPH        | Riya                        | telugu       | |               |
| 2020 | Psycho                       | Dagini                      | tàmil        | |               |
| 2020 | Sufiyum Sujatayum            | Sujatha                     | Malaiàlam    | | [ 7 ] [ 8 ]   |
| 2020 | V                            | Saheba                      | telugu       | | [ 9 ]         |
| 2021 | The Girl on the Train        | Nusrat John                 | hindi        | | [ 10 ]        |
| 2021 | Ajeeb Daastaans              | Priya Sharma                | hindi        | film de Netflix                                                                                      | [ 11 ]        |
| 2021 | Sardar Ka Grandson           | La jove Sardar Kaur         | Hindi        | Cameo appearance                                                                                     | [ 12 ]        |
| 2021 | Hey Sinamika                 | A anunciar                  | tàmil        | Filming                                                                                              | [ 13 ] [ 14 ] |
| 2021 | Maha Samudram                | A anunciar                  | telugu tàmil | Filming; Bilingual film                                                                              | [ 15 ]        |